# Himalaya-Maiapfel
Der Himalaya-Maiapfel (Sinopodophyllum hexandrum (Royle) T.S.Ying Syn.: Podophyllum hexandrum Royle), auch Himalaya-Fußblatt genannt, ist die einzige Art der Pflanzengattung Sinopodophyllum innerhalb der Familie der Berberitzengewächse (Berberidaceae).

## Beschreibung

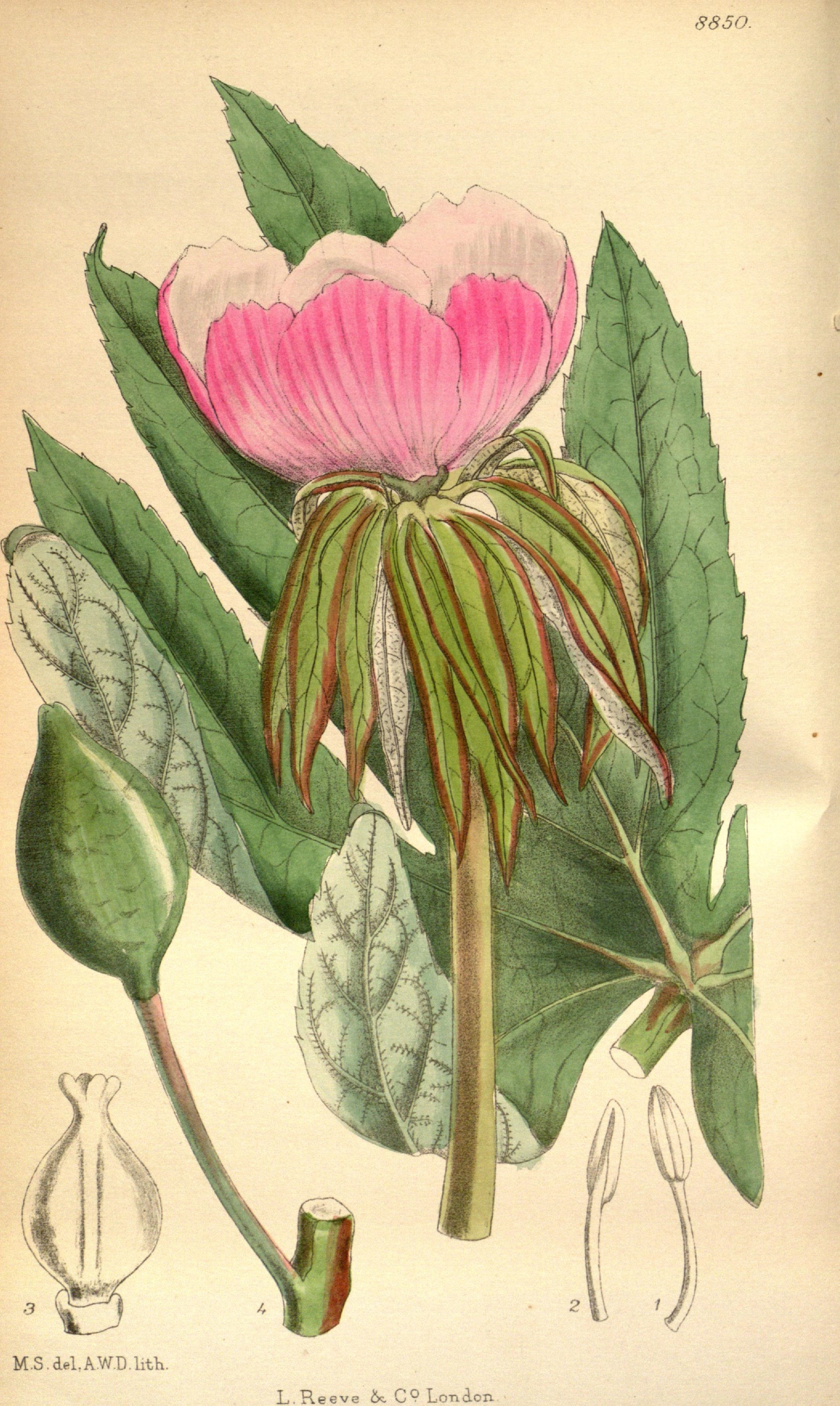
Illustration

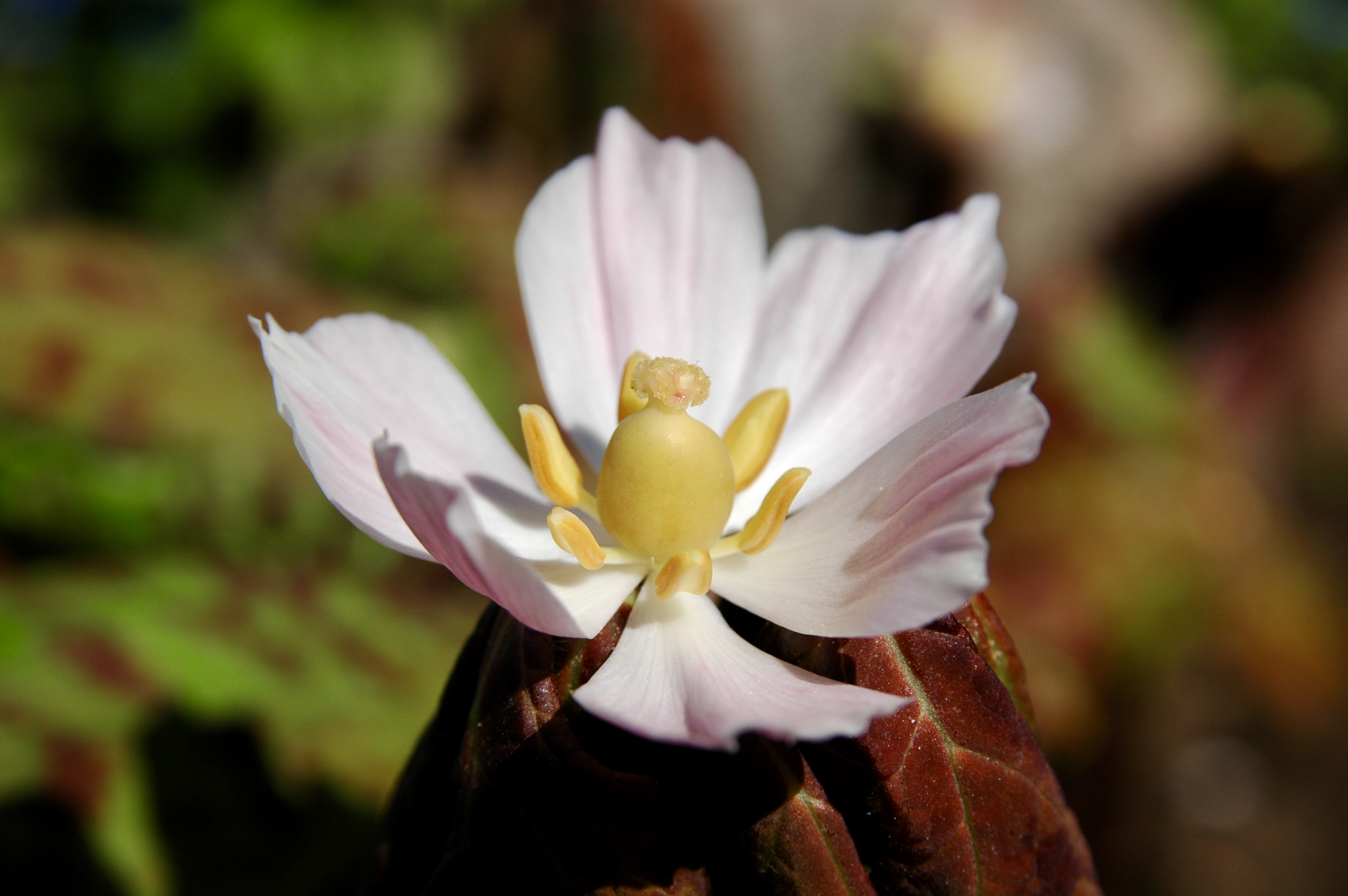
Blüte

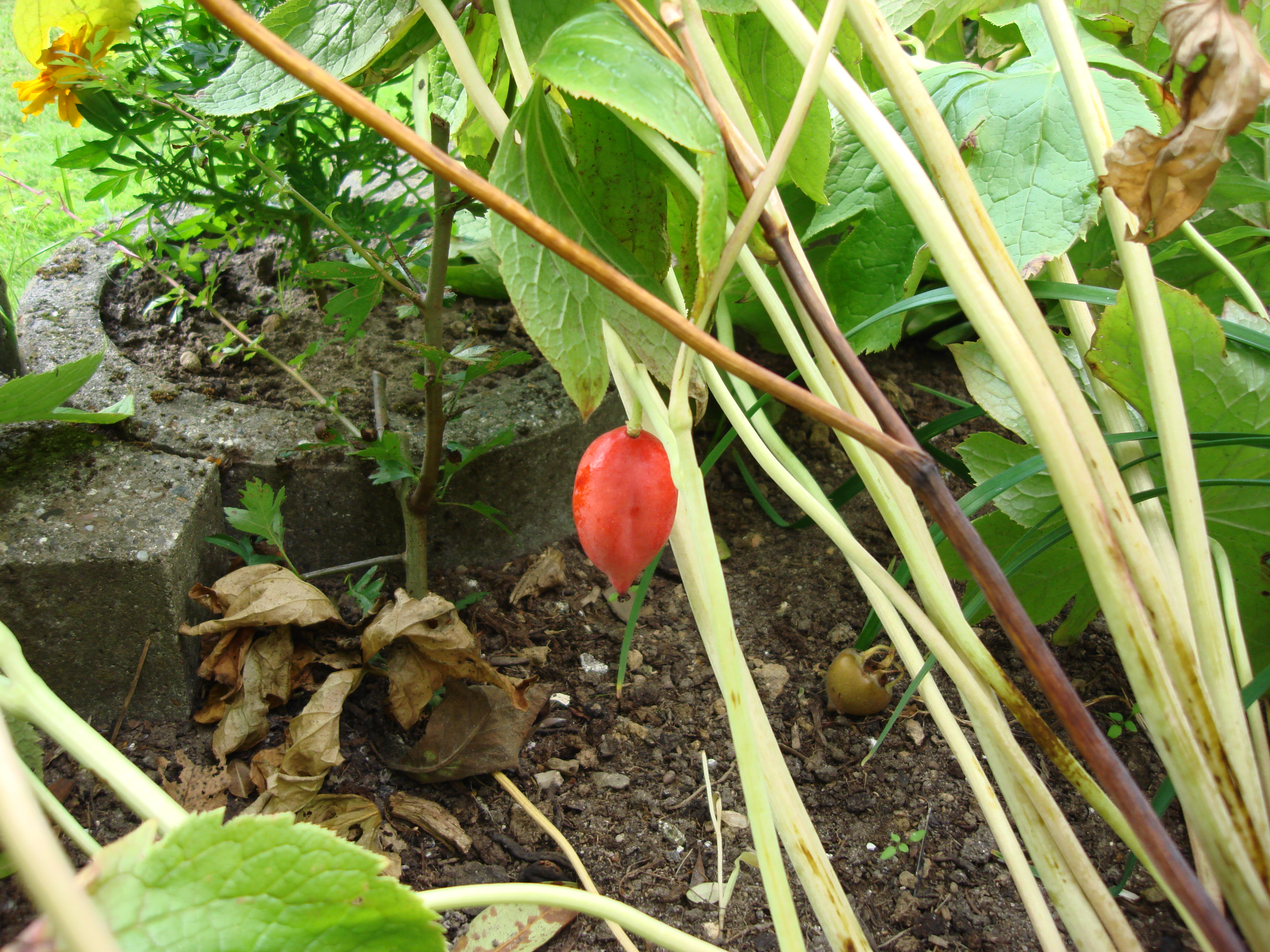
Frucht

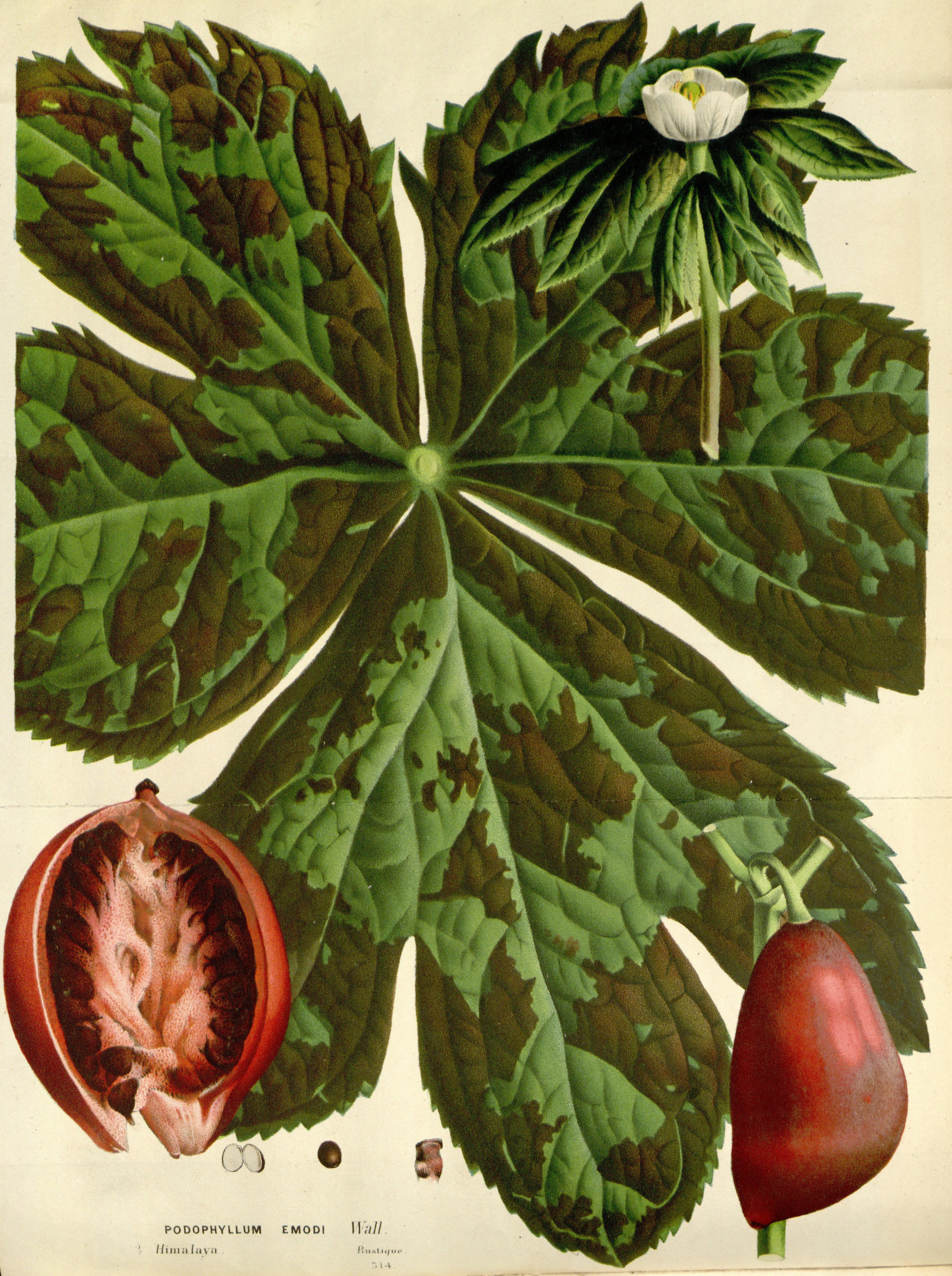
Illustration

### Vegetative Merkmale
Der Himalaya-Maiapfel ist eine wenig verzweigte, ausdauernde krautige Pflanze, die Wuchshöhen von 20 bis 50 Zentimetern erreicht. Als Überdauerungsorgan wird ein gedrungenes Rhizom, das Knoten in kurzen Abständen besitzt, gebildet. Je Pflanzenexemplar ist nur ein kantiger, kahler Stängel vorhanden, der ist aufrecht mit breiten braunen Schuppen an seiner Basis.
Es werden je Pflanzenexemplar nur zwei Laubblätter gebildet. Die leuchtend grünen Laubblätter sind in Blattstiel und -spreite gegliedert. Der Blattstiel ist 10 bis 25 Zentimeter lang. Die dünn-pergamentartige Blattspreite ist bei einer Länge von 11 bis 20 Zentimetern sowie einer Breite von 18 bis 30 Zentimeter im Umriss kreisförmig und an der Basis herzförmig und etwa bis zur Mitte und mehr drei- oder fünfteilig. Die Blattteile sind manchmal zwei- oder dreilappig. Das obere Ende der Blattlappen ist spitz bis zugespitzt. Der Blattrand ist ganzrandig oder grob gezähnt mit bespitzen Zähnen. Die Blattunterseite ist flaumig behaart und die -oberseite ist kahl.

### Generative Merkmale
Es wird ein endständiger Blütenstand mit nur einer Blüte gebildet.
Die relativ große, zwittrige Blüte ist dreizählig. Die sechs Kelchblätter fallen früh ab. Die sechs weißlich-rosafarbenen Kronblätter sind bei einer Länge von 25 bis 35 Millimetern sowie einer Breite von 15 bis 18 Millimetern verkehrt-eiförmig oder verkehrt-eiförmig-länglich mit leicht bebuchtetem oberen Ende. Die sechs Staubblätter sind jeweils etwa 15 Millimeter lang. Die Staubfäden sind mit einer Länge von 4 bis 6 Millimetern etwas kürzer als die Staubbeutel. Die basifixen Staubbeutel sind bei einer Länge von 5 bis 7 Millimetern sowie einer Breite von 1,2 bis 1,9 Millimetern linealisch mit gerundetem oder stumpfem oberen Ende; sie öffnen sich mit einem Längsschlitz. Die Pollenkörner werden in Tetraden abgegeben. Der Stempel ist etwa 1,2 Zentimeter lang. Der oberständige, einkammerige, ellipsoide Fruchtknoten enthält viele Samenanlagen in parietaler = wandständiger Plazentation. Der Griffel ist mit einer Länge von 1 bis 3 Millimetern relativ kurz.
Die fleischige Beere ist bei einer Länge von 4 bis 7 Zentimetern sowie einem Durchmesser von 2,5 bis 4 Zentimetern eiförmig-kugelig, bei Reife leuchtend orangerot und enthält viele Samen. Die Samen sind kastanienbraun und eiförmig-dreieckig. Es ist kein Arillus vorhanden.
Die Chromosomenzahl beträgt 2n = 12 oder 14.

## Phänologie
In China reicht die Blütezeit von Mai bis Juni und liegt, bevor die Laubblätter erscheinen. Die Früchte reifen in China von Juli bis September.

## Vorkommen und Schutz
Podophyllum hexandrum ist vom Himalaya im Westen von östlichen Afghanistan im Himalaya im nördlichen Indien, Kaschmir, Nepal, Pakistan, Bhutan und Sikkim und nach Osten bis ins westliche China sowie auf Taiwan verbreitet. Sie gedeiht in China in Höhenlagen von 2200 bis 4300 Metern. Sie wächst in Wäldern, im Dickicht, an feuchten Waldrändern, in Unkrautflächen und in Wiesen.
Sie ist geschützt. Sie ist bei CITES = Convention on International Trade in Endangered Species of Wild Fauna and Flora Appendices I, II and III vom 22. Juni 2021 aufgelistet.

## Systematik
Die Erstbeschreibung erfolgte 1834 unter dem Namen (Basionym) Podophyllum hexandrum durch John Forbes Royle in Illustrations of the Botany and other branches of Natural History of the Himalayan Mountains, Volume 1, S. 64. Die Gattung Sinopodophyllum T.S.Ying wurde 1979 durch Tsun Shen Ying in Acta Phytotaxonomica Sinica, Volume 17, Issue 1, S. 15–16, mit der Typusart Sinopodophyllum emodi (Wall. ex Honigberger) T.S.Ying aufgestellt. Es stellte sich heraus, dass Sinopodophyllum emodi (Wall. ex Honigberger) T.S.Ying nach den Prioritätsregeln ein Synonym von Sinopodophyllum hexandrum (Royle) T.S.Ying ist. Weitere Synonyme für Sinopodophyllum hexandrum (Royle) T.S.Ying sind Podophyllum emodi Wall. ex Honigberger, Sinopodophyllum emodi (Wall. ex Honigberger) T.S.Ying, Podophyllum emodi Wall. ex Hook.f. & Thomson.
Die systematische Einordnung wird kontrovers diskutiert:
Bei einigen Autoren ist sie als Podophyllum hexandrum Royle die einzige Art der Sektion Hexandra innerhalb der Gattung Podophyllum.
Bei den meisten Autoren des 21. Jahrhunderts wird diese Art als Sinopodophyllum hexandrum (Royle) Ying in eine eigene monotypische Gattung Sinopodophyllum T.S.Ying gestellt.
Die Gattung Sinopodophyllum gehört zusammen mit den Gattungen Diphylleia, Dysosma, Podophyllum in die Unterfamilie Podophylloideae innerhalb der Familie Berberidaceae.

## Verwendung und Inhaltsstoffe
Der Himalaya-Maiapfel wird gelegentlich als Zierpflanze in Parks und Gärten angepflanzt. Sie wird durch Samen oder Teilung des Rhizoms vermehrt. Als Gebirgspflanze ist sie sehr kältetolerant, verträgt aber keine Trockenheit.
Der Himalaya-Maiapfel ist giftig und wird medizinisch verwendet. Das Rhizom, nach anderen Quellen auch die Blätter, sind giftig. Die reife Frucht ist nicht giftig, aber nicht schmackhaft. Das Rhizom enthält bis zu 12 % des Harzes Podophyllin, aus dem bis zu 50 % des Neurotoxins Podophyllotoxin mit der Summenformel C22H22O8 und einer Molmasse 414,4 g/mol extrahiert werden kann. Historisch wurde es als Abführmittel und Brechmittel, zur Behandlung nekrotischer und infizierter Wunden und als Hemmstoff gegen das Wachstum von Tumoren eingesetzt. Der nah verwandte Amerikanische Maiapfel (Podophyllum peltatum) enthält eine niedrigere Wirkstoffkonzentration, wurde aber eingehender untersucht.
In Studien mit Fruchtfliegen wurde eine Wirksamkeit als Insektizid festgestellt.
Ein Pflanzenextrakt des Himalaya-Maiapfel erwies sich in einer Studie mit Mäusen wirksam gegen die Auswirkungen von Gammastrahlung auf die Zellen.

## Weitere Bilder

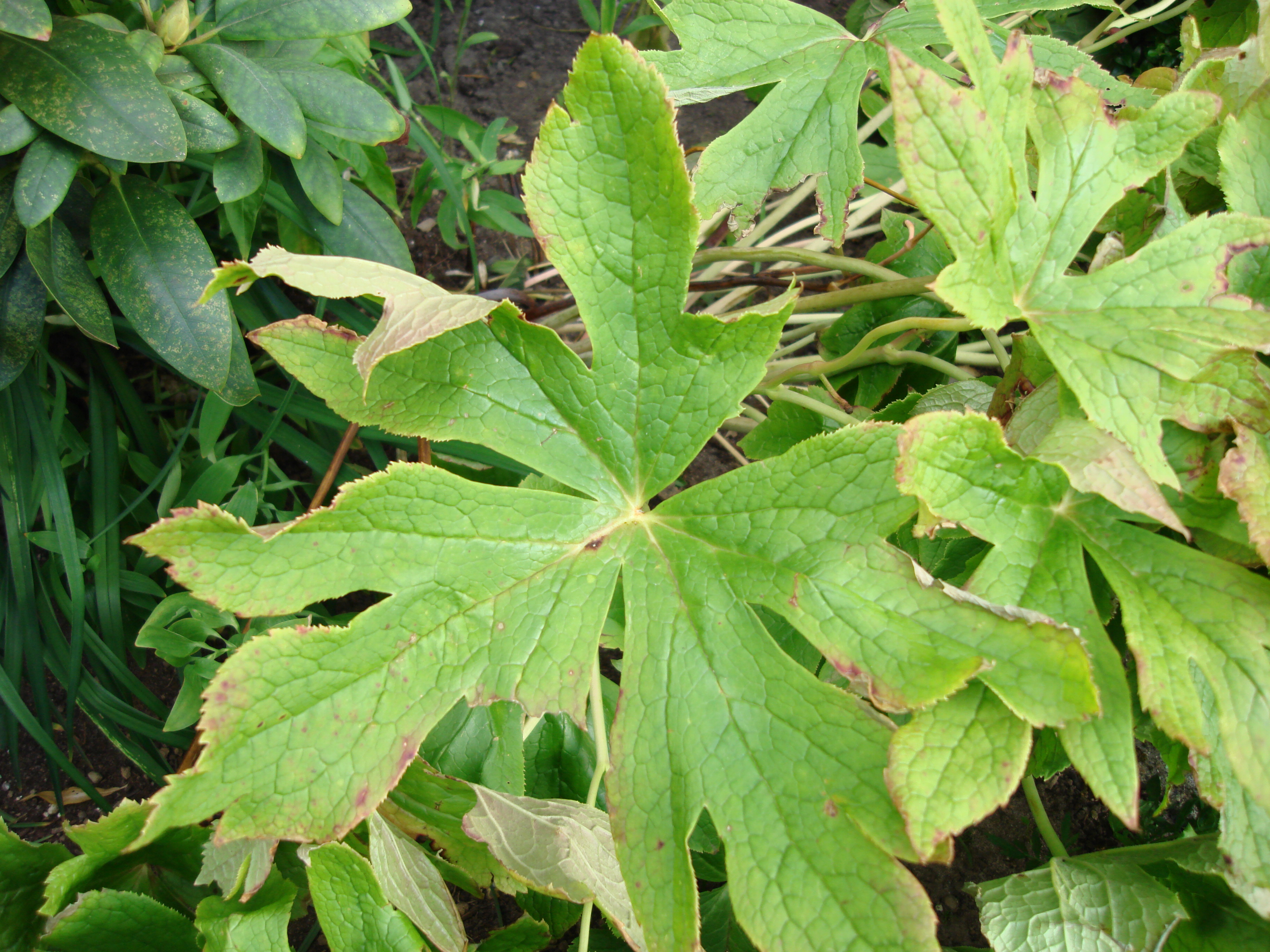
Nahansicht eines Blattes
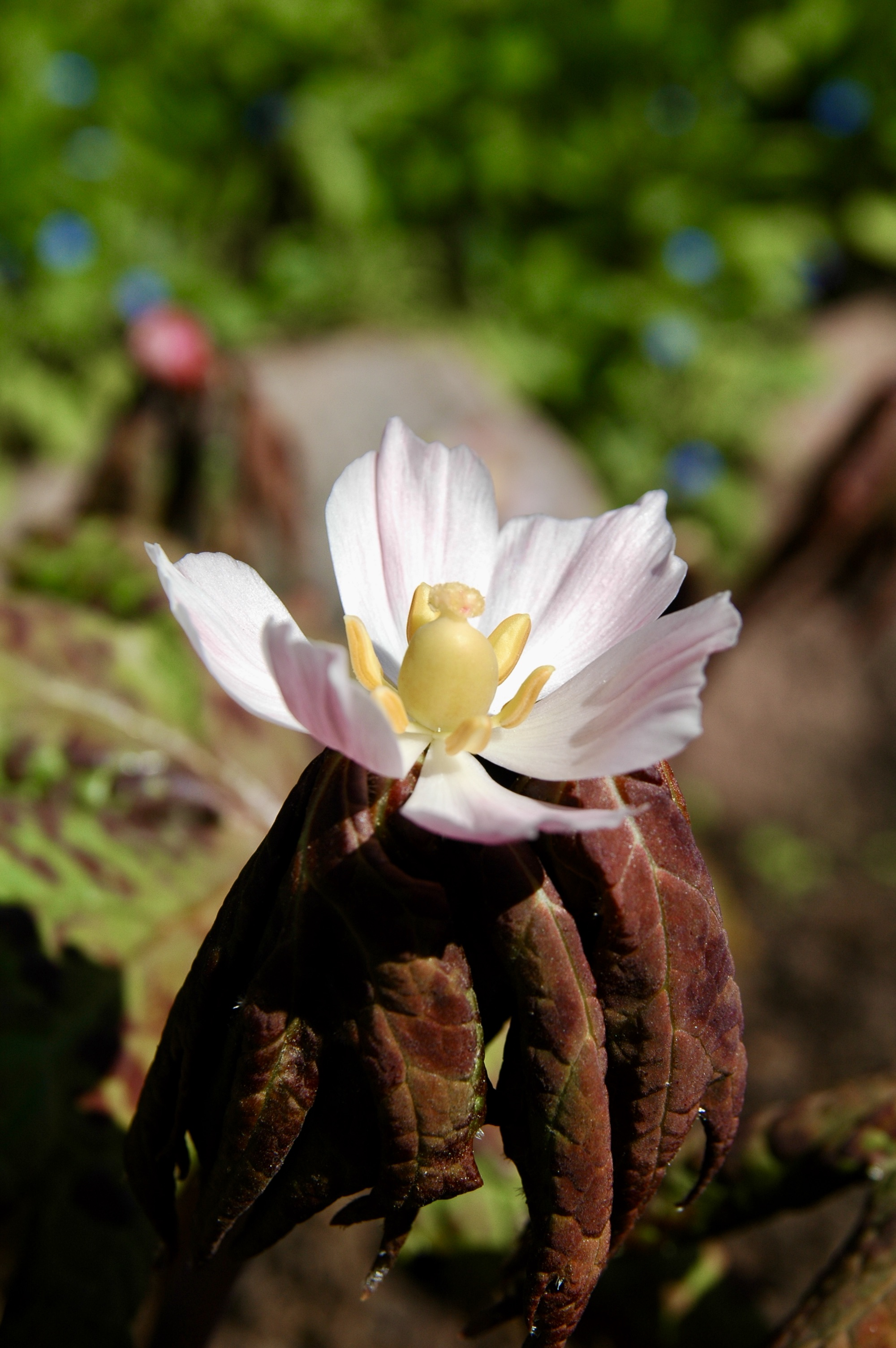
Blüte mit Blatt
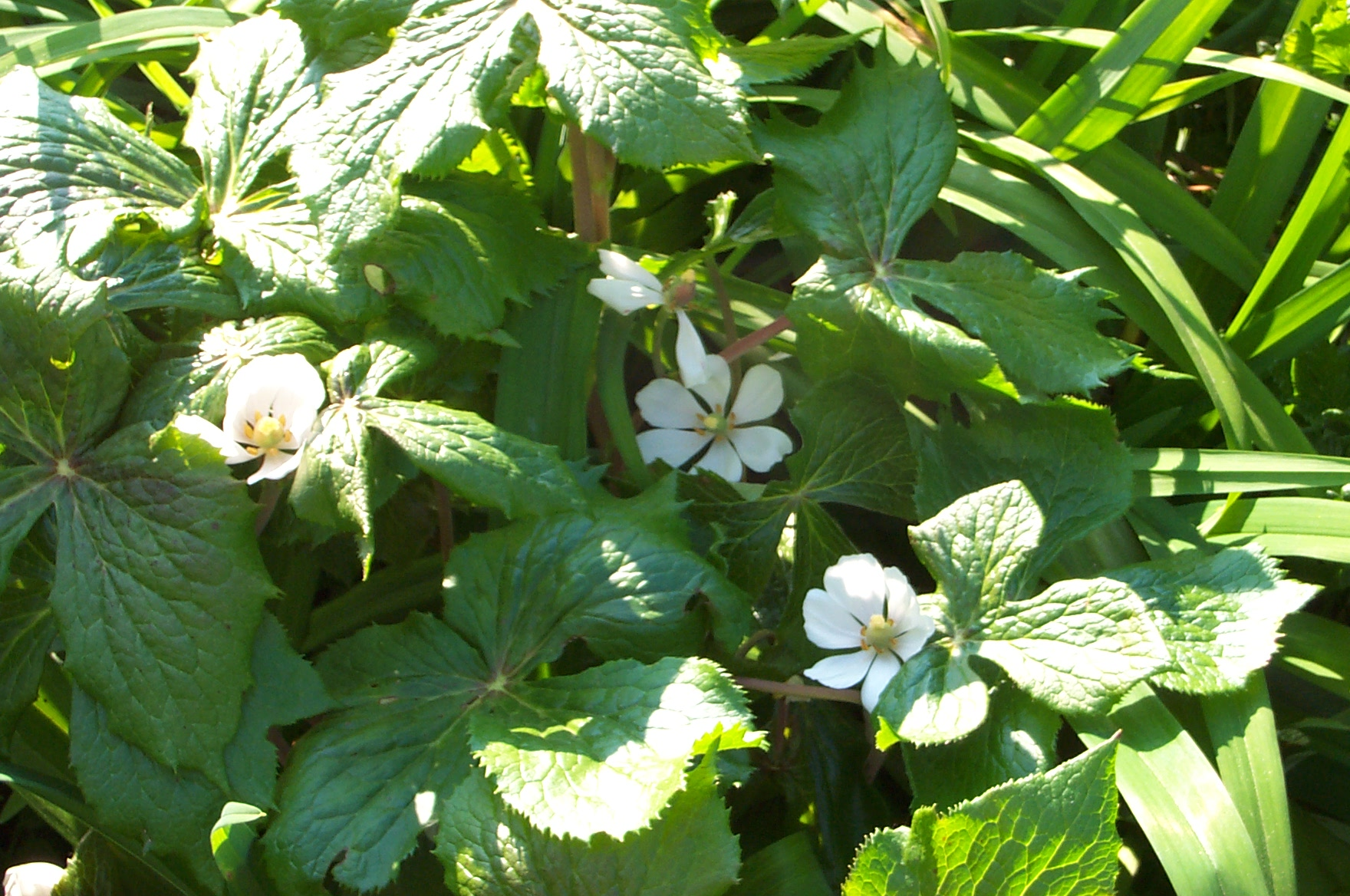
Laubblätter und Blüten
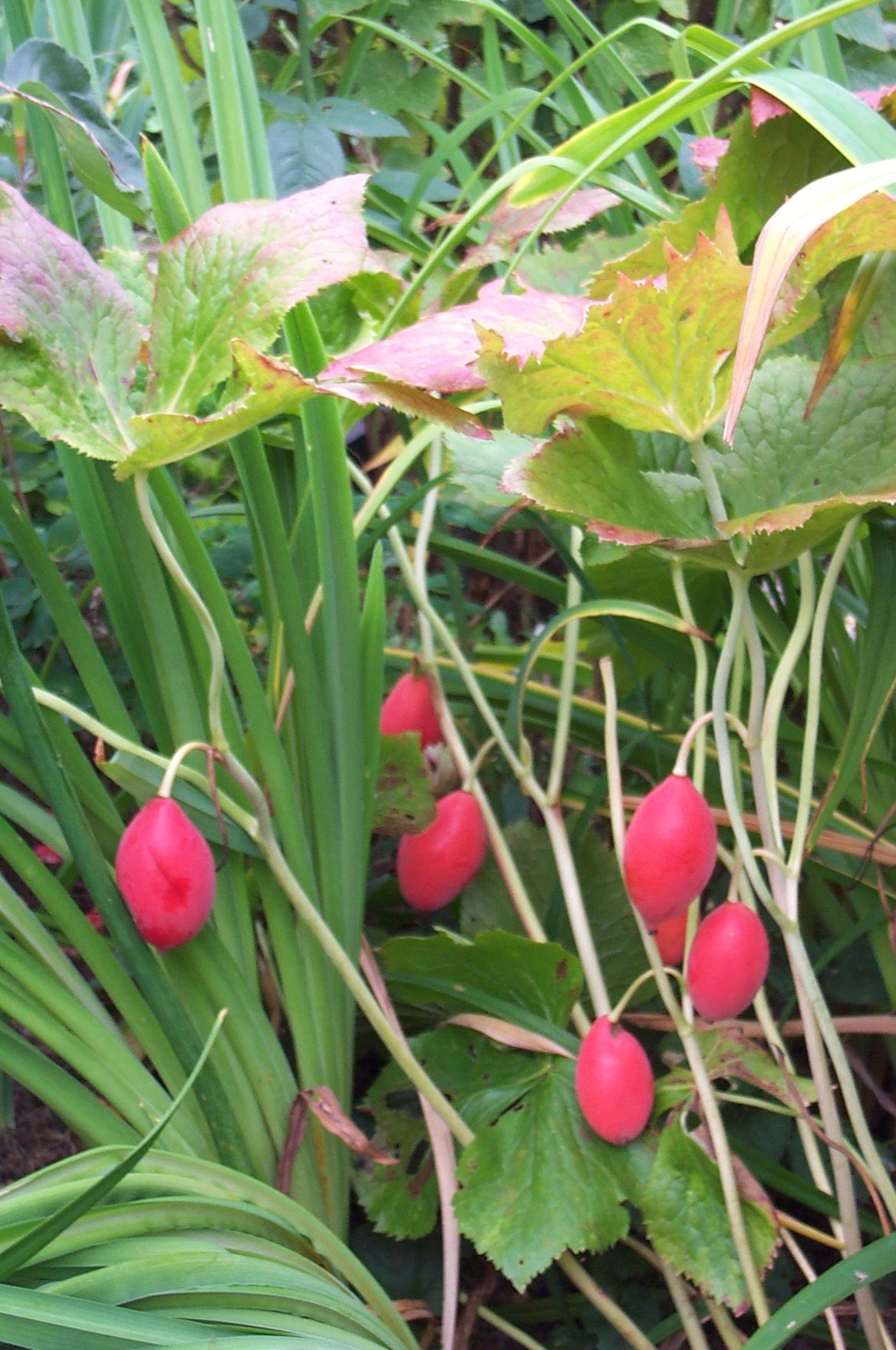
Früchte eines etwa 20 Jahre alten Pflanzenexemplares